# Jeep DJ
Willys-Jeep DJ – samochód terenowy klasy kompaktowej produkowany pod amerykańską marką Willys w latach 1955–1963 oraz jako Jeep DJ pod amerykańską marką Jeep w latach 1963–1984.

## Historia i opis modelu

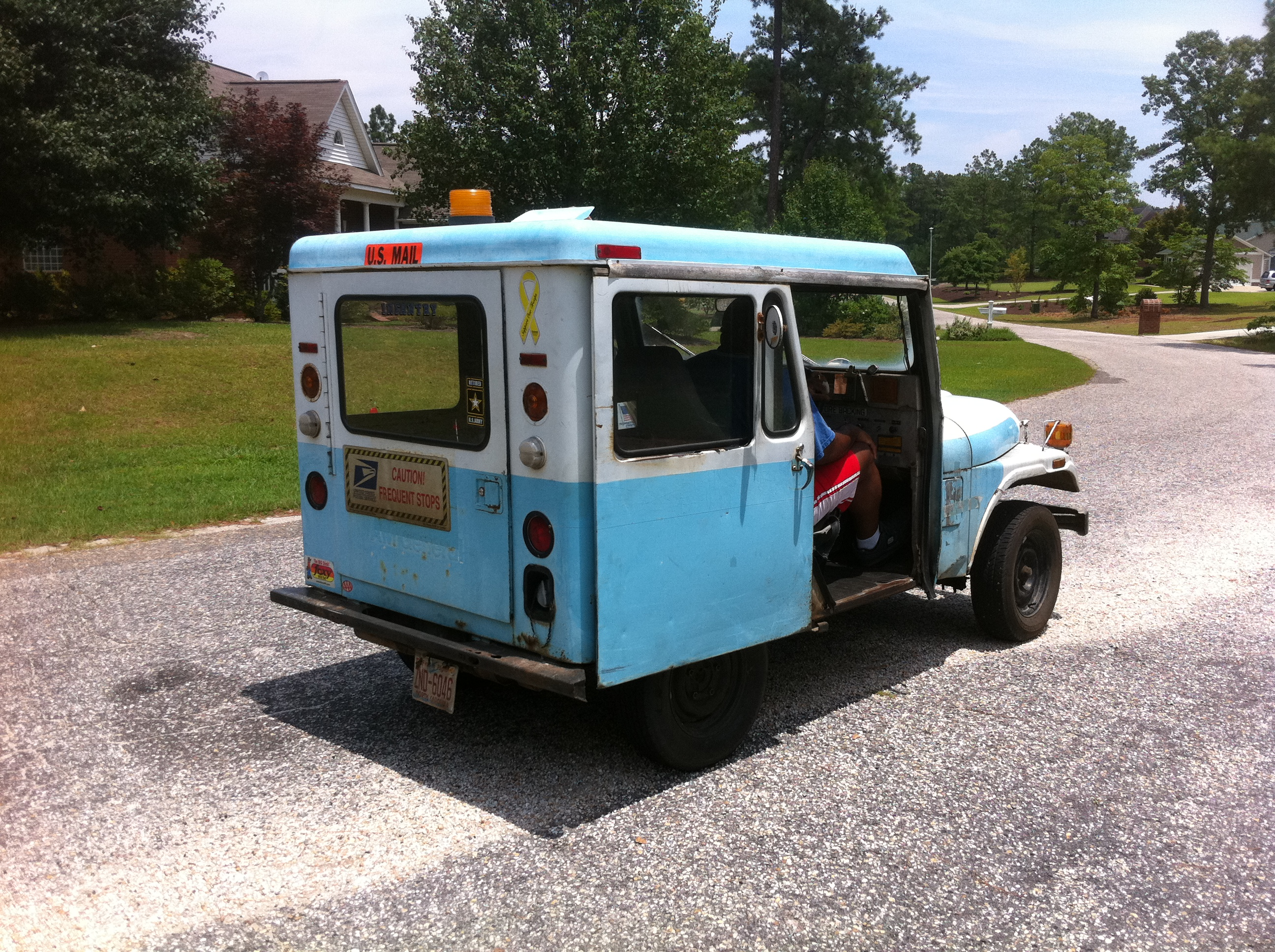
Jeep DJ - tył

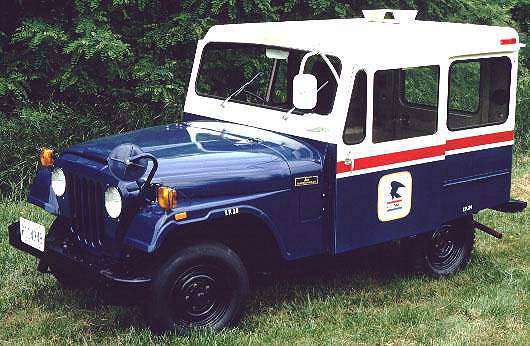
Jeep DJ jako furgonetka pocztowa

W połowie lat 50. XX wieku Jeep rozpoczął sprzedaż nowego samochodu terenowego DJ opartego na bazie modelu CJ, odróżniając się od niego większą kabiną pasażerską i możliwością montażu odsuwanych bocznych drzwi na potrzeby zamówień spejalnych. Samochód bez poważniejszych modyfikacji był produkowany przez 29 lat, po czym w 1984 roku zastąpił go nowy model Wrangler.

### Wersje
- DJ-3A
- DJ-5
- DJ-6
- DJ-5A
- DJ-6A

### Silniki
- L4 2.2l Willys
- L6 2.5l Chevy-Nova
- L6 3.8l AMC